# Fort aan de Uppelse Dijk

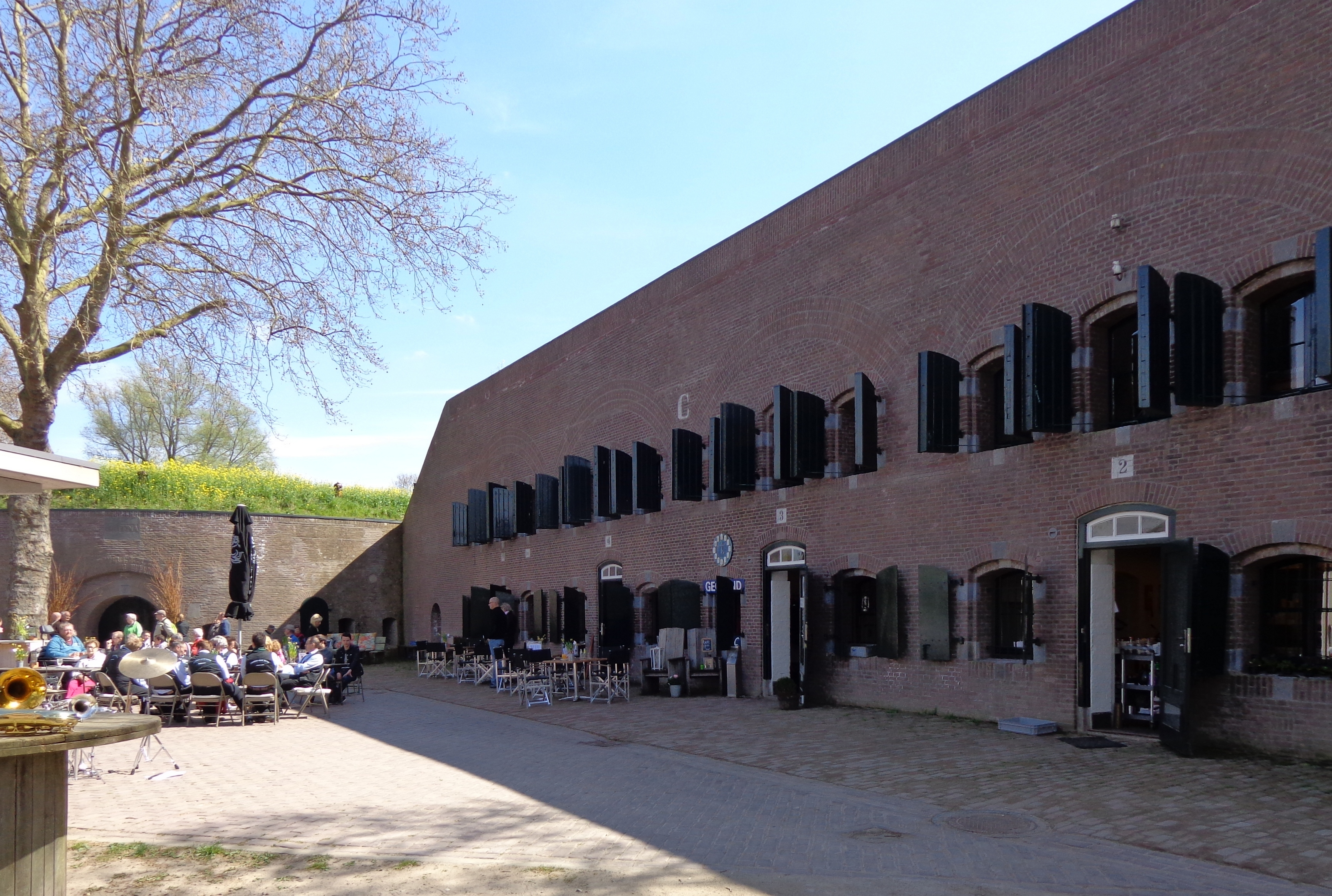
Kazerne C en geheel links het torenfort

Het Fort aan de Uppelse Dijk is een onderdeel van de Nieuwe Hollandse Waterlinie en is in 1847 gebouwd. Het fort is gelegen tussen Werkendam en Sleeuwijk nabij Uppel en is gebouwd als een ronde aarden redoute. Voordat het tussen 1877 en 1880 omgebouwd werd, werd het Fort Altena genoemd.

## Beschrijving
Het fort is circa 10 hectare groot. Het moest de Uppelse Dijk afgrendelen en de weg van Gorinchem naar Breda beveiligen. Het is langgerekt en symmetrisch van opzet. Aan beide uiteinden was er een hoekig bastion ter verdediging van de fortgracht en het fort zelf. Van de twee hoekbastions is er nog maar één over. Het westelijke bastion is verdwenen, de autosnelweg A27 loopt er dwars doorheen.
Op het terrein kwam eerst een torenfort. Deze werd tussen 1847 en 1850 gebouwd en kreeg een gracht en ophaalbrug. De kanonnen stonden op het dak van het torenfort. Het torenfort heeft een diameter van 28 meter. Er is een centrale ingang die direct naar de open binnenplaats leidt, hier zijn deuren naar de vertrekken en ramen. Op de grond, tegen de muur, liggen roosters met daaronder ramen om daglicht in de keldervertrekken te krijgen. In de kelder en op de begane grond zijn er elf vertrekken die met deuren onderling zijn verbonden. In de kelder waren diverse magazijnen, de keuken, privaten en een arrestlokaal. Op de begane grond waren onder andere de kamer voor de commandant en een officierswachtlokaal.
Door de ontwikkeling van de kanonnen en munitie was deze toren niet meer toereikend. Tussen 1878 en 1880 is het fort volledig aangepast en kreeg het zijn huidige langgerekte vorm. Aan weerszijden van het ronde torenfort werd een kazerne gebouwd, inclusief een remise en een munitiemagazijn. Deze gebouwen tellen twee verdiepingen en hebben dikke muren van baksteen. Het is niet mogelijk om via de torenfort van de ene naar de andere kazerne te gaan. De frontzijde en het dak van het torenfort en de kazerne zijn met aarde bedekt. Alleen aan de veilige kant, aan de keelzijde, zijn de gebouwen zichtbaar. Na deze grootschalige aanpassing kreeg het een nieuwe naam, Fort aan de Uppelse Dijk.
Tijdens de Frans-Duitse Oorlog (1870), de Eerste Wereldoorlog en in 1939-1940 werd het fort betrokken door gemobiliseerde militairen. Tijdens de Eerste Wereldoorlog liep de bezetting op tot ongeveer 300 man. In alle oorlogen vond er overigens geen strijd plaats bij het fort. Direct na de Tweede Wereldoorlog werd het ingericht als interneringskamp voor NSB'ers en collaborateurs.
Tijdens de Koude oorlog is het fort aangepast om als opslagplaats te fungeren. Medio jaren vijftig zijn de aarden wallen grotendeels afgegraven om plaats te maken voor drie mobilisatieloodsen. Na de val van de Berlijnse Muur nam de dreiging vanuit het oosten af en verliet defensie het terrein.

## Bescherming
Het fort en de omgeving ervan is in 2003 aangekocht door Stichting Brabants Landschap. Sindsdien zijn de wallen ervan weer hersteld, waardoor het fort weer zijn vroegere aanzien verkreeg. Tot het terrein ervan behoort het Schanswiel. De Gantel watert hier uit op een naamloze boezem.

## Naslagwerk
- H. Visser-Kieboom, Hollandse Waterlinie Erfgoedreeks: Fort Altena, Stokerkade cultuurhistorische uitgeverij, Amsterdam